# 熊贤林
熊贤林（1956年8月—），江西南昌人，汉族，中华人民共和国政治人物，第十届、第十一届全国政协委员。
担任全国工商联常委、深圳科盈拓展集团有限公司董事长。2008年，当选第十一届全国政协委员，代表经济界，分入第三十五组。